# 黎钟
黎钟（1931年—2010年8月4日），广东省顺德县人，中华人民共和国编辑。

## 生平
1953年毕业于北京大学经济系并参加华北财委参加经济调研工作。1961年毕业于北京市业余建筑设计学院建筑结构专业，之后一直任中国建筑工业出版社助理编辑、工程师、副编审、编审等职务。1988年12月加入中国共产党。1993年9月退休，于2010年8月4日在家中逝世，享年79岁。